# (9331) Fannyhensel
(9331) Fannyhensel ist ein Asteroid des Hauptgürtels, der am 16. August 1990 vom belgischen Astronomen Eric Walter Elst am La-Silla-Observatorium (IAU-Code 809) der Europäischen Südsternwarte in Chile entdeckt wurde.
Der Asteroid wurde am 18. März 2003 nach der Komponistin der deutschen Romantik Fanny Hensel (1805–1847) benannt.